# Курга (приток Уфы)
Курга (баш. Ҡорғо) — река в России, протекает по Нязепетровскому району Челябинской области. Устье реки находится на 757-м км левого берега реки Уфа. Длина реки составляет 17 км.

## Притоки
- 2,1 км: Савалда
- 4,9 км: Малая Курга

## Данные водного реестра
По данным государственного водного реестра России относится к Камскому бассейновому округу, водохозяйственный участок реки — Уфа от Нязепетровского гидроузла до Павловского гидроузла, без реки Ай, речной подбассейн реки — Белая. Речной бассейн реки — Кама.
Часть русла входила в зону затопления Верхне-Араслановского водохранилища.
Код объекта в государственном водном реестре — 10010201112111100020483.